# Anastasija Koženkovová
Anastasija Koženkovová (ukrajinsky Анастасія Миколаївна Коженкова; * 19. února 1986, Kovel) je ukrajinská veslařka. Na olympijských hrách 2012 v Londýně byla členkou posádky párové čtyřky, která získala zlaté medaile. Je též mistryní světa na párové čtyřce z roku 2009.